# Municipio de Dr. Belisario Domínguez
El Municipio de Dr. Belisario Domínguez es uno de los 67 municipios en que se divide el estado mexicano de Chihuahua. Su cabecera es San Lorenzo.

## Geografía
Dr. Belisario Domínguez se encuentra localizado en la zona central del estado de Chihuahua, limita al norte con el municipio de Gran Morelos, al noreste con el municipio de Santa Isabel, al oeste y sur con el municipio de Satevó, al suroeste con el municipio de San Francisco de Borja y al oeste con el municipio de Cusihuiriachi. Su extensión territorial es de 636.3 km², que representan el 0.26% del territorio estatal.

### Orografía e hidrografía
El territorio municipal es mayormente plano, constituyendo una planicie y algunos lomeríos bajos, es así mismo atravesado por dos serranías que corren paralelamente de norte a sur y que son denominadas Los Chacones y El Magistral, se encuentran además las primeras estribaciones de las serranías más elevadas que se encuentran en los municipios vecinos de Cushihuiriachi y San Francisco de Borja.
La principal corriente del municipio es el río San Lorenzo, existen además otros pequeños ríos que son denominados río La Paz, Copetes, San Fernando, La Hierbabuena, Los Remedios y la Colmena; el río San Lorenzo es tributario del río Carretas y este a su vez del río San Pedro, el segundo río más importante del estado. Hidrológicamente todo el territorio municipal pertenece a la Cuenca del río San Padro y a la Región hidrológica Bravo-Conchos.

## Demografía
Según el Conteo de Población y Vivienda de 2020 realizado por el Instituto Nacional de Estadística y Geografía, la población del municipio de Dr. Belisario Domínguez es de 2 456 habitantes, de los cuales 50.7% son hombres y 49.3% son mujeres.

### Localidades
En el censo de 2020 el municipio de Dr. Belisario Domínguez contaba con 21 localidades.
| Código INEGI    | Localidad               | Población (2020) |
| --------------- | ----------------------- | ---------------- |
| 080220016       | Tutuaca                 | 696              |
| 080220001       | San Lorenzo             | 396              |
| 080220014       | Santa María de Cuevas   | 320              |
| 080220015       | Santa Rosalía de Cuevas | 287              |
| 080220004       | Ciénega de Loya         | 144              |
| 080220017       | Vicente Guerrero        | 119              |
| 080220009       | Ejido los Remedios      | 103              |
| 080220003       | Bachamuchi              | 73               |
| 080220005       | Rancho Colorado         | 66               |
| 080220012       | San Cayetano            | 64               |
| 080220013       | San Fernando de Arriba  | 43               |
| 080220011       | Ruiz                    | 36               |
| 080220057       | Las Huertecitas         | 27               |
| 080220006       | Guadalupe               | 23               |
| 080220007       | Labor de San Isidro     | 21               |
| 080220010       | El Rosario              | 21               |
| 080220018       | Copetes de Abajo        | 7                |
| 080220021       | Las Tinajitas           | 3                |
| 080220023       | Rancho Villegas         | 3                |
| 080220024       | Agua Morada             | 2                |
| 080220069       | Heraclio Socorro        | 2                |
| Total municipal | Total municipal         | 2 456            |